# Carex bavicola
Espèce
Classification phylogénétique
Carex bavicola est une espèce de plantes du genre Carex et de la famille des Cyperaceae.